# Elisabeth Andreassen
Elisabeth Gunilla Andreassen (født 28. marts 1958 i Göteborg, Sverige) er en norsk-svensk sangerinde, også kendt som Bettan. Hun er født i Sverige, men hendes forældre er fra Norge. Hun er kendt indenfor mange musikalske genrer, bl.a. country, slager og musical. Hun er mest kendt for hendes sejr ved Eurovision Song Contest 1985, hvor hun sammen med Hanne Krogh dannede gruppen Bobbysocks der vandt Norges første sejr med sangen La det swinge. Det er dog langt fra den eneste gang hun har deltaget.
| Deltagelser i Eurovision Song Contest |         |               |       |       |
| År                                    | Land    | Sang          | Plads | Point |
| 1982                                  | Sverige | Dag efter dag | 8     | 67    |
| 1985                                  | Norge   | La det swinge | 1     | 123   |
| 1994                                  | Norge   | Duett         | 6     | 76    |
| 1996                                  | Norge   | I evighet     | 2     | 114   |

Hun har dermed rekorden som værende den mest deltagende kvinde ved Eurovision Song Contest, ganske vist delt med Lys Assia. Tre gange i duetter med Kikki Danielsson (1982), Hanne Krogh (1985) og Jan Werner Danielsen (1994). Den sidste gang var hun på scenen som solist.
2001-2004 var hun med i supertrioen Kikki, Bettan & Lotta sammen med Kikki Danielsson og Lotta Engberg.

## Deltagelser ved Melodigrandprix

### Melodifestivalen(Sverige)
- 1981: Chips – God morgon – 2. plads
- 1982: Chips – Dag efter dag – 1. plads
- 1984: Elisabeth Andreassen – Kärleksmagi – 6. plads
- 1990: Elisabeth Andreassen – Jag ser en stjärna falla – 7. plads
- 2000: Værtinde, sammen med 9 andre solister
- 2002: Kikki, Bettan & Lotta – Vem é dé du vill ha – 3. plads
- 2011: Elisabeth Andreassen – Vaken i en dröm

### Melodi Grand Prix (Norge)
- 1985: Bobbysocks – La det swinge – 1. plads
- 1992: Værtinde sammen med Jahn Teigen
- 1994: Elisabeth Andreassen & Jan Werner Danielsen – Duett – 1. plads
- 1996: Elisabeth Andreassen – I evighet – 1. plads
- 1998: Elisabeth Andreassen – Winds of the northern sea – 2. plads
- 2003: Kikki, Bettan & Lotta – Din hånd i min hånd – 4. plads
- 2015: Elisabeth Andreassen & Tor Endresen - All over the world - 4. plads